# Hugo Oppenheim
Hugo Otto Joseph Oppenheim (* 5. Februar 1847 in Berlin; † 23. Januar 1921 Rehnitz, Neumark, Provinz Brandenburg) war ein deutscher Bankier.

## Familie

### Herkunft
Hugo Oppenheim stammte aus angesehenen jüdischen Bankiersfamilien. Der Vater Otto Georg Oppenheim (1817–1909) war Jurist, die Mutter Margarethe war eine Tochter Alexander Mendelssohns. Hugo war beider ältester Sohn. Seine Schwester Else (1844–1868) heiratete 1867 den Chemiker Paul Mendelssohn Bartholdy (Gründer des Fotochemie-Unternehmens Agfa), eine jüngere Schwester Enole Oppenheim (1855–1939) wurde 1873 dessen zweite Ehefrau. Seine jüngste Schwester Clara (1861–1944) heiratete 1880 den Gynäkologen Adolf Gusserow. Der jüngere Bruder Franz Oppenheim wurde Chemiker und Direktor der Agfa.

### Ehe und Kinder
Im September 1871 heiratete Hugo Oppenheim seine Cousine Anna Oppenheim (1849–1931), eine Tochter seines Onkels Rudolph Oppenheim.

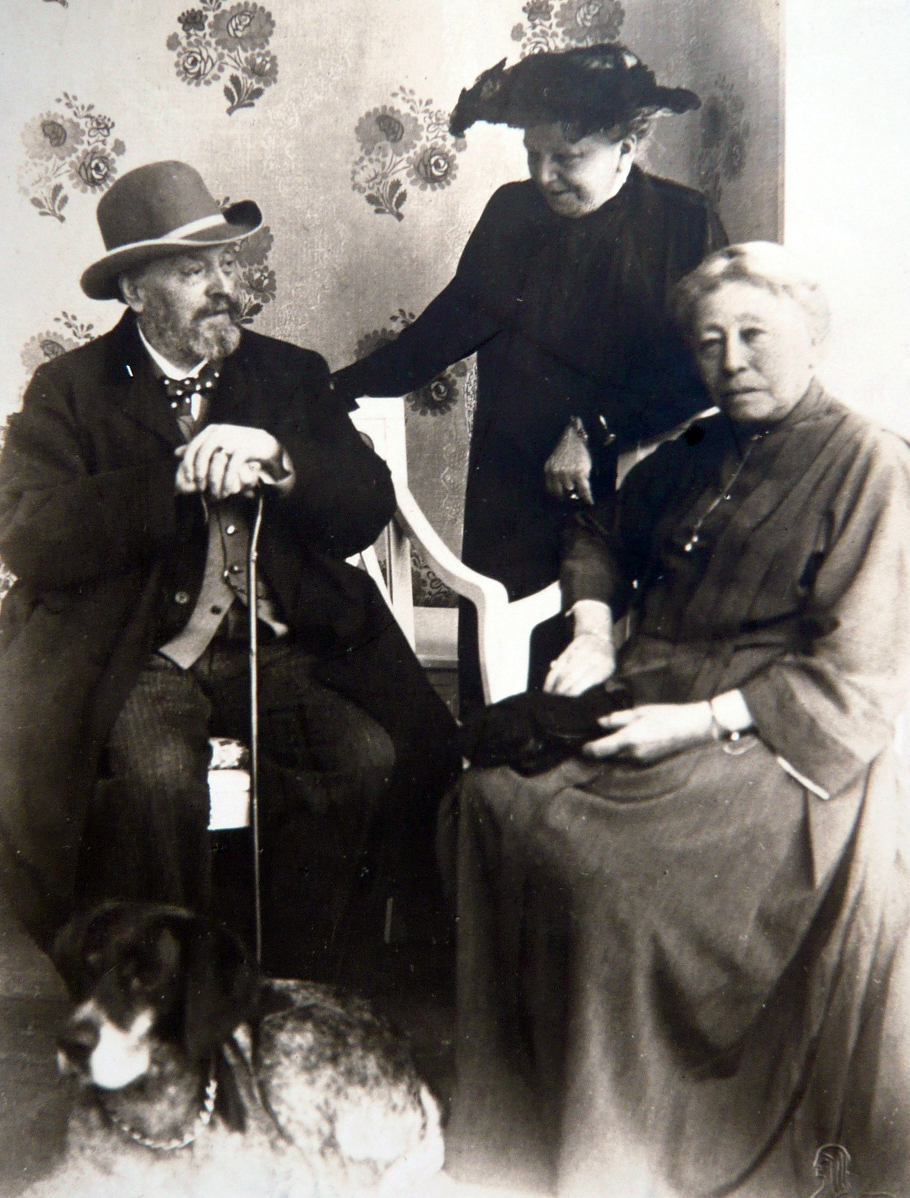
Seine Frau Anna Oppenheim (Mitte) mit ihren Geschwistern Benoit Oppenheim und Marie von Leyden

Das Ehepaar bekam fünf gemeinsame Kinder:
- Else Oppenheim (1873–1945), verheiratet mit dem Maler Josef Block (1863–1943)
- Luise Oppenheim (1875–1926), verheiratet mit dem Offizier Hans Petersen (1867–1944)
- Margarete Oppenheim (1877–1939), verheiratet mit dem Maler Charles Frederic Ulrich (1858–1908)
- Anna Oppenheim (1879–1946), überlebte die Verfolgung zur Zeit des Nationalsozialismus, starb aber kurz nach der Befreiung an Unterernährung
- Robert Oppenheim (1882–1956), Bankier und Kaufmann

## Berufliche Tätigkeit
Knapp vier Monate nach seiner Heirat wurde Hugo Oppenheim Ende 1871 Teilhaber des Bankhauses Robert Warschauer & Co. (Behrenstraße 48 in Berlin), das von seinem Onkel Robert Warschauer senior geführt wurde. 1899 wurde Hugo Oppenheim Seniorchef dieser Bank. Diese wurde sechs Jahre später, 1905, von der Darmstädter Bank für Handel und Industrie übernommen.
1877 trat Hugo Oppenheim der Gesellschaft der Freunde bei. Später wurde er stellvertretender Vorsitzender des Verwaltungsrats der Deutsch-Ostafrikanischen Gesellschaft und Aufsichtsratsmitglied der Deutsch-Asiatischen Bank. Von 1911 bis 1919 unterstützte Hugo Oppenheim als Fördermitglied die Kaiser-Wilhelm-Gesellschaft zur Förderung der Wissenschaften (KWG).

## Wohnsitze

### Berlin
1892 kaufte Hugo Oppenheim die Villa Matthäikirchstraße 3b im Tiergartenviertel, die fortan der Familienwohnsitz in Berlin wurde. Den Sommer verbrachten die Oppenheims bis 1905 in der Villa Sorgenfrei, Scharrenstraße 23–27 (heute Schustehrusstraße), dem Sommerwohnort der Eltern Hugo Oppenheims in Charlottenburg.

### Gut Rehnitz
1905 erwarb Hugo Oppenheim das Landgut Rehnitz am Rehnitzsee in der Neumark. Den Kauf finanzierte er mit dem Geld, das ihm die Darmstädter Bank bei der Übernahme der Warschauer-Bank zahlte. Zu diesem Zeitpunkt hatte das Gut Rehnitz eine Größe von 750 ha Ackerland, 300 ha Wald, 75 ha Wasser und 63 ha Wiese.
Die Oppenheims strukturierten in den folgenden Jahren das Anwesen neu und ließen das Herrenhaus 1905–1906 von dem bekannten Münchener Architekten Emanuel von Seidl umbauen. 1928 verkaufte Hugo Oppenheims Witwe Anna große Teile des Grundbesitzes an die Siedlungsgesellschaft Eigene Scholle. Die Familie behielt jedoch das Herrenhaus, den Wald und den See. Aus dem Gut wurde ein ausgedehntes Siedlerdorf. Nach dem Tod Anna Oppenheims verkauften die Erben den Rest des Anwesens.

## Bankhaus Hugo Oppenheim & Sohn

Aktie über 1000 DM der Hugo Oppenheim & Sohn Nachf. Berliner Privatbank AG vom Dezember 1964

1912 gründete Hugo Oppenheim die Privatbank Hugo Oppenheim & Sohn mit Sitz Unter den Linden 78, ab 1919 Pariser Platz 1 in der Berliner Dorotheenstadt.
Nach Hugo Oppenheims Tod fiel das Bankhaus an seinen einzigen Sohn Robert Oppenheim. Dieser musste es 1932 aufgrund von Überschuldung in Folge der Bankenkrise von 1931 liquidieren. Die zukunftsfähigen Geschäftsteile wurden von der Familie von Mendelssohn-Bartholdy übernommen und von Robert Oppenheims Großneffen Hugo von Mendelssohn-Bartholdy unter der Firma Hugo Oppenheim & Sohn Nachf. weitergeführt. Dieser war jedoch ebenfalls wenig erfolgreich und musste Ende 1934 die Geschäfte einstellen. 1950 gründete Hugo von Mendelssohn-Bartholdy erneut ein Bankhaus Hugo Oppenheim & Sohn Nachf., diesmal mit Sitz in Hamburg und Frankfurt am Main. 1962 übernahm sie die in finanzielle Schieflage geratene, in Berlin ansässige, 1950 als Jüdische Bank AG gegründete und 1955 umbenannte Berliner Privatbank AG und firmierte fortan als Hugo Oppenheim & Sohn Nachf. Berliner Privatbank AG. 1963 verkaufte Hugo von Mendelssohn-Bartholdy die Bank, die drei Jahre später zahlungsunfähig wurde.